# Joel Ordóñez
Joel Leandro Ordóñez Guerrero (Guayaquil, 21 aprile 2004) è un calciatore ecuadoriano, difensore del Club Bruges e della nazionale ecuadoriana.

## Carriera

### Club

#### Gli inizi
Cresciuto nel settore giovanile dell'Independiente del Valle, debutta in prima squadra il 10 aprile 2022, in occasione dell'incontro di Primera Categoría Serie A pareggiato per 0-0 contro il Guayaquil City. Il 5 maggio seguente bagna anche il suo esordio in Coppa Libertadores, nell'incontro perso per 1-0 contro i colombiani del Deportes Tolima.

#### Club Bruges
Dopo un iniziale interesse da parte del Milan, il 2 agosto 2022 viene acquistato dai belgi del Club Bruges, che lo aggregano alla propria squadra riserve.
Dalla stagione 2023/2024 viene aggregato in pianta stabile alla prima squadra con cui vince subito la Pro League.
Il 4 maggio 2025 scende in campo da titolare nella vittoria per 2-1 contro l'Anderlecht, contribuendo cosi alla vittoria della Croky Cup.

### Nazionale
Il 9 maggio 2023, viene incluso da Miguel Bravo nella rosa della nazionale Under-20 ecuadoriana partecipante al Mondiale di categoria in Argentina.
Esordisce con la nazionale maggiore nell'amichevole vinta 2-0 contro il Guatemala.

## Statistiche

### Presenze e reti nei club
Statistiche aggiornate al 7 aprile 2025.
| Stagione           | Squadra                 | Campionato         | Campionato | Campionato | Coppe nazionali | Coppe nazionali | Coppe nazionali | Coppe continentali | Coppe continentali | Coppe continentali | Altre coppe | Altre coppe | Altre coppe | Totale | Totale |
| Stagione           | Squadra                 | Comp               | Pres       | Reti       | Comp            | Pres            | Reti            | Comp               | Pres               | Reti               | Comp        | Pres        | Reti        | Pres   | Reti   |
| ------------------ | ----------------------- | ------------------ | ---------- | ---------- | --------------- | --------------- | --------------- | ------------------ | ------------------ | ------------------ | ----------- | ----------- | ----------- | ------ | ------ |
| gen.-lug. 2022     | Independiente del Valle | A                  | 8          | 0          | CE              | 1               | 0               | CL+CS              | 3+0                | 0                  | -           | -           | -           | 12     | 0      |
| 2022-2023          | Club NXT                | D2                 | 29         | 1          | -               | -               | -               | -                  | -                  | -                  | -           | -           | -           | 29     | 1      |
| 2023-2024          | Club NXT                | D2                 | 3          | 1          | -               | -               | -               | -                  | -                  | -                  | -           | -           | -           | 3      | 1      |
| Totale Club NXT    | Totale Club NXT         | Totale Club NXT    | 32         | 2          |                 | -               | -               |                    | -                  | -                  |             | -           | -           | 32     | 2      |
| 2023-2024          | Club Bruges             | D1                 | 19         | 0          | CB              | 3               | 0               | UECL               | 11                 | 0                  | -           | -           | -           | 33     | 0      |
| 2024-2025          | Club Bruges             | D1                 | 25         | 1          | CB              | 3               | 2               | UCL                | 12                 | 0                  | SB          | -           | -           | 40     | 3      |
| Totale Club Bruges | Totale Club Bruges      | Totale Club Bruges | 44         | 1          |                 | 6               | 2               |                    | 23                 | 0                  |             | -           | -           | 73     | 3      |
| Totale carriera    | Totale carriera         | Totale carriera    | 84         | 3          |                 | 7               | 2               |                    | 26                 | 0                  |             | -           | -           | 117    | 5      |

### Cronologia presenze e reti in nazionale
| Cronologia completa delle presenze e delle reti in nazionale ― Ecuador | Cronologia completa delle presenze e delle reti in nazionale ― Ecuador | Cronologia completa delle presenze e delle reti in nazionale ― Ecuador | Cronologia completa delle presenze e delle reti in nazionale ― Ecuador | Cronologia completa delle presenze e delle reti in nazionale ― Ecuador | Cronologia completa delle presenze e delle reti in nazionale ― Ecuador | Cronologia completa delle presenze e delle reti in nazionale ― Ecuador | Cronologia completa delle presenze e delle reti in nazionale ― Ecuador |
| Data                                                                   | Città                                                                  | In casa                                                                | Risultato                                                              | Ospiti                                                                 | Competizione                                                           | Reti                                                                   | Note                                                                   |
| ---------------------------------------------------------------------- | ---------------------------------------------------------------------- | ---------------------------------------------------------------------- | ---------------------------------------------------------------------- | ---------------------------------------------------------------------- | ---------------------------------------------------------------------- | ---------------------------------------------------------------------- | ---------------------------------------------------------------------- |
| 22-3-2024                                                              | Harrison                                                               | Ecuador                                                                | 2 – 0                                                                  | Guatemala                                                              | Amichevole                                                             | -                                                                      |                                                                        |
| 12-6-2024                                                              | Chester                                                                | Ecuador                                                                | 3 – 1                                                                  | Bolivia                                                                | Amichevole                                                             | -                                                                      | 86’                                                                    |
| 14-11-2024                                                             | Guayaquil                                                              | Ecuador                                                                | 4 – 0                                                                  | Bolivia                                                                | Qual. Mondiali 2026                                                    | -                                                                      |                                                                        |
| 19-11-2024                                                             | Barranquilla                                                           | Colombia                                                               | 0 – 1                                                                  | Ecuador                                                                | Qual. Mondiali 2026                                                    | -                                                                      |                                                                        |
| 21-3-2025                                                              | Quito                                                                  | Ecuador                                                                | 2 – 1                                                                  | Venezuela                                                              | Qual. Mondiali 2026                                                    | -                                                                      | 62’                                                                    |
| 25-3-2025                                                              | Santiago del Cile                                                      | Cile                                                                   | 0 – 0                                                                  | Ecuador                                                                | Qual. Mondiali 2026                                                    | -                                                                      | 90+5’                                                                  |
| 5-6-2025                                                               | Guayaquil                                                              | Ecuador                                                                | 0 – 0                                                                  | Brasile                                                                | Qual. Mondiali 2026                                                    | -                                                                      |                                                                        |
| 10-6-2025                                                              | Lima                                                                   | Perù                                                                   | 0 – 0                                                                  | Ecuador                                                                | Qual. Mondiali 2026                                                    | -                                                                      |                                                                        |
| Totale                                                                 |                                                                        | Presenze                                                               | 8                                                                      |                                                                        | Reti                                                                   | 0                                                                      |                                                                        |

## Palmarès
- Campionato belga: 1

Club Bruges: 2023-2024
- Coppa del Belgio: 1

Club Bruges: 2024-2025
- Supercoppa del Belgio: 1

Club Bruges: 2025